# Parque nacional de la Selva Negra

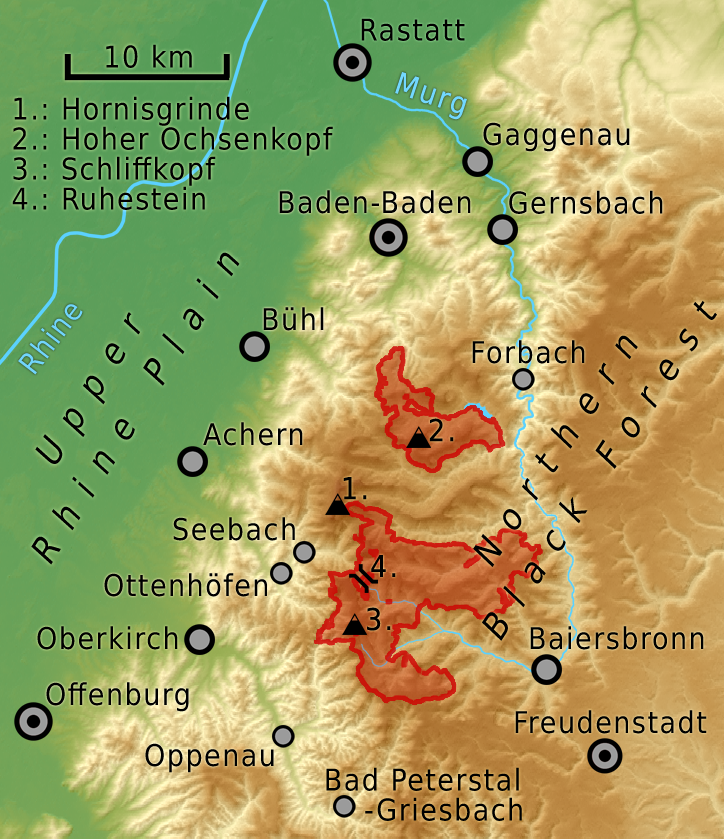
Localización del parque nacional en la Selva Negra

El Parque nacional de la  Selva Negra, creado en 2014, tiene una extensión de 100,62 km² y se encuentra en el estado de Baden-Wurtemberg, en el sudoeste de Alemania.
Está localizado en la cresta de la Selva Negra septentrional, principalmente entre la carretera alta de la Selva Negra y el valle del Murg. Comprende dos áreas separadas por unos 3,5 km. Una en torno al paso de montaña de Ruhestein (915 m), de 76,15 km², y otra en torno a la montaña de Hoher Ochsenkopf (1054 m), de 24,47 km². Forma parte del Parque natural de la Selva Negra Centro Norte, de 3750 km².

## Paisaje y geología
La Selva Negra septentrional se alza casi 1000 m por encima de la llanura del Rin. Como contraste, las vertientes orientales descienden gradualmente y hay menos diferencias con las regiones vecinas. Geológicamente, la roca dominante es arenisca roja del tipo Buntsandstein, aunque con profundas incisiones de gneis. Hay intrusiones de granito y pórfido formando escarpes y tores. Las lluvias superan los 2000 mm.

## Flora y fauna
La vegetación está dominada por píceas, abetos y hayas. Debido a la pobreza del suelo, falto de nutrientes, y el clima duro, la vegetación está muy especializada. Helechos, hongos y musgos se encuentran cómodos en un suelo ácido y un clima frío y húmedo. En el parque hay ciervos y otros mamíferos como la marta, el lirón careto y varios tipos de murciélago. Entre las aves, el pico tridáctilo, varios tipos de rapaces nocturnas, arrendajos y urogallos entre otros.